# Ripszám Henrik (1889–1976)
Ripszám Henrik, ifj. (Németbóly, 1889. február 1. – Oakwood, 1976. december 9.) festőművész, szobrászművész, a magyar tájékozódási futás megteremtője.

## Élete és munkássága
Apja, id. Ripszám Henrik a baloldali beállítottságú Munkás Testedző Egyesület (MTE) alapító tagja volt. Túl hatvanadik életévén is rendszeresen indult versenyeken és rajthoz állt mindhárom, az 1920-as évek közepén lebonyolított tájfutóversenyen. (Anyja: Schneider Margit.)
A fiatal Ripszám középiskoláit Pozsonyban és Budapesten végezte el, majd a budapesti Iparművészeti Iskolába került, ahol 1910-ben a díszítőfestő szakon fejezte be tanulmányait. Még abban az évben több európai országban tett tanulmányutat. Magyarországra visszaérkezve többek között kávéházak, színházak, templomok és budai villák díszítésének tervezésével, kivitelezésével foglalkozott.
Első olajképét 1910-ben a Műcsarnok 50 éves jubileumi kiállításán mutatta be. Ettől kezdve – kivándorlásáig – a Nemzeti Szalon rendszeres kiállítói közé tartozott.
Közben az MTE atlétikai szakosztályában sportolt. 1911-ben hatalmas meglepetésre országos bajnokságot nyert a 30 kilométeres gyaloglásban. 1912-ben saját költségén kiutazott a stockholmi olimpiára, ahol két számban is rajthoz állt. (Maratoni futásban feladta, a 10 km-es gyaloglásban pedig az előfutamban kiesett.) 1915-ben bevonult katonának és a lengyelországi fronton még abban az évben fogságba esett. Innen csak 1922-ben – állítólag több hónapos vagy 1-2 éves svédországi tartózkodás után került haza. Skandináviai tartózkodása alatt ismerkedett meg a tájfutással, amelynek Magyarországra való visszatérése után fő propagátora lett.
1924-ben a Magyar Atlétikai Szövetség kiadta az ország első sportbélyegét: a Ripszám Henrik festőművész tervezte levélzáró bélyeget 1000 koronáért árulták, azzal a céllal, hogy „atlétáink kultúránkhoz mérten tudjanak felvonulni a párizsi olimpián.”
Minden segítséget megadott a jelenlegi kutatások szerinti első magyarországi verseny megrendezéséhez: ő rajzolta például az 1925 januári verseny térképét.
1926-ban kivándorolt. Rövid svédországi tartózkodás után Angliában telepedett le. Itt eleinte szőnyegtervek, könyvborítók tervezésével, kivitelezésével foglalkozott, majd érdeklődése mindinkább a szobrászat felé fordult. A második világháború előtt Oakwood Hill-i Futball Klub elnöke volt. A háború után a Faluház tanácsának tagja és a Krikett Klub alelnöke lett. Saját kezével építette újra műtermét, ami a II. világháború alatt leégett. Körülbelül harminc évnyi munkája veszett oda a tűzben, közülük sok azt a hét évet idézte vissza, amelyet egy szibériai börtöntáborban töltött.
Az Oakwood Hill-i virágkiállítás alkalmából minden évben futóversenyt rendeznek, amin elnyerhető az általa adományozott „Ripszam-kupa”.
Sokoldalú művész volt, kényes, növényeket ábrázoló tollrajzoktól kezdve gyönyörűséges szőnyegekig és nagyméretű bronzokig. Nagyon élénk, ugyanakkor gyakorlatias fantáziája volt. Huszár Károly: Az égő Oroszország című könyvét Ripszám Henrik borítórajzával és 44 illusztrációjával jelentette meg (Dante kiadó 1926)
Háború utáni műveit 1974. december 6-22. között mutatták be a Kulturális Kapcsolatok Intézetének kiállítási termében. Kiállításai voltak, – Stockholm, Göteborg, Birmingham, Liverpool, Manchester, New Castle, San Francisco, Rio de Janeiro, Tokió, Párizs – városokban.
78 éves korában Angliában hunyt el, hamvait 1976. december 9-én helyezték el az oakwoodi templom kertjében.